# Carpe Tenebrum
Carpe Tenebrum var en norsk musikgrupp (black metal) som bildades 1995 som ett soloprojekt av den tidigare gitarristen i Dimmu Borgir och Covenant, Jamie Stinson (aka Astennu). Dennes kollega från Dimmu Borgir och Covenant, Stian Hinderson (aka Nagash),  kom också med i projektet.
Gruppen gav ut tre studioalbum genom skivbolagen Head Not Found och Hammerheart Records mellan 1997 och 2002.

## Medlemmar
Senaste medlemmar
- Astennu (Jamie Stinson) – basgitarr, sång, gitarr, keyboard, trummaskin (1995–2002)

Tidigare medlemmar
- Nagash (f. Stian André Arnesen, numera Stian André Hinderson) – sång (1997–1999)

## Diskografi
Studioalbum
- 1997 – Majestic Nothingness
- 1999 – Mirrored Hate Painting
- 2002 – Dreaded Chaotic Reign